# Йон Біану

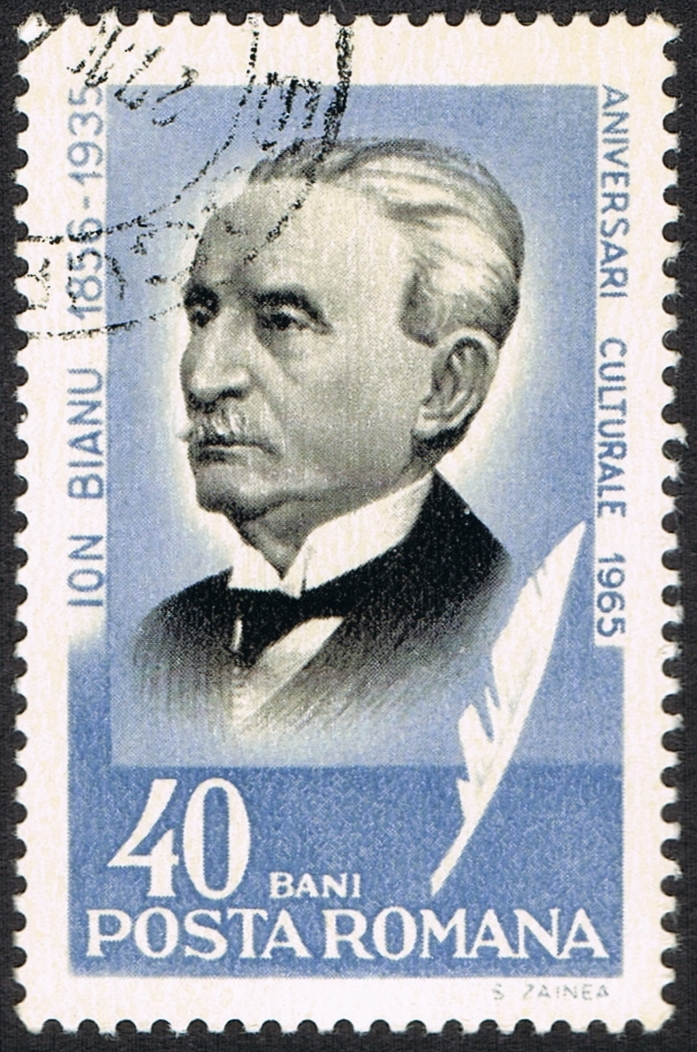
Йон Біану

Йон Біану (рум. Ioan C. Bianu; нар. 8 вересня 1856, Феджет — †13 лютого 1935, Бухарест) — румунський вчений, лінгвіст, бібліограф. Президент Румунської академії (1929-1932).

## Біографія
Закінчив Бухарестський університет. Учень професора порівняльної філології Богдана Хашдеу і археолога Александру Одобеску. Пізніше стажувався в Мілані, Мадриді та Парижі.
Після повернення на батьківщину працював шкільним вчителем, потім — професором румунської літератури в університеті Бухареста.
Стояв біля витоків бібліотеки Румунської академії наук, в якій зібрана найбільша в країні колекція стародруків. У 1884-1935 — керівник бібліотеки Румунської академії.
Був член-кореспондентом з 1887, з 1902 — дійсний член, в 1927-1929 — Генеральний секретар, в 1929-1932 — Президент Румунської академії.
Вперше детально описав стародруки Кирилівського шрифту, які видавалися на території нинішньої Румунії як слов'янською, так і румунською мовами, в тому числі, румунські переклади російських хронографів кінця XVII століття.